# 小諸城

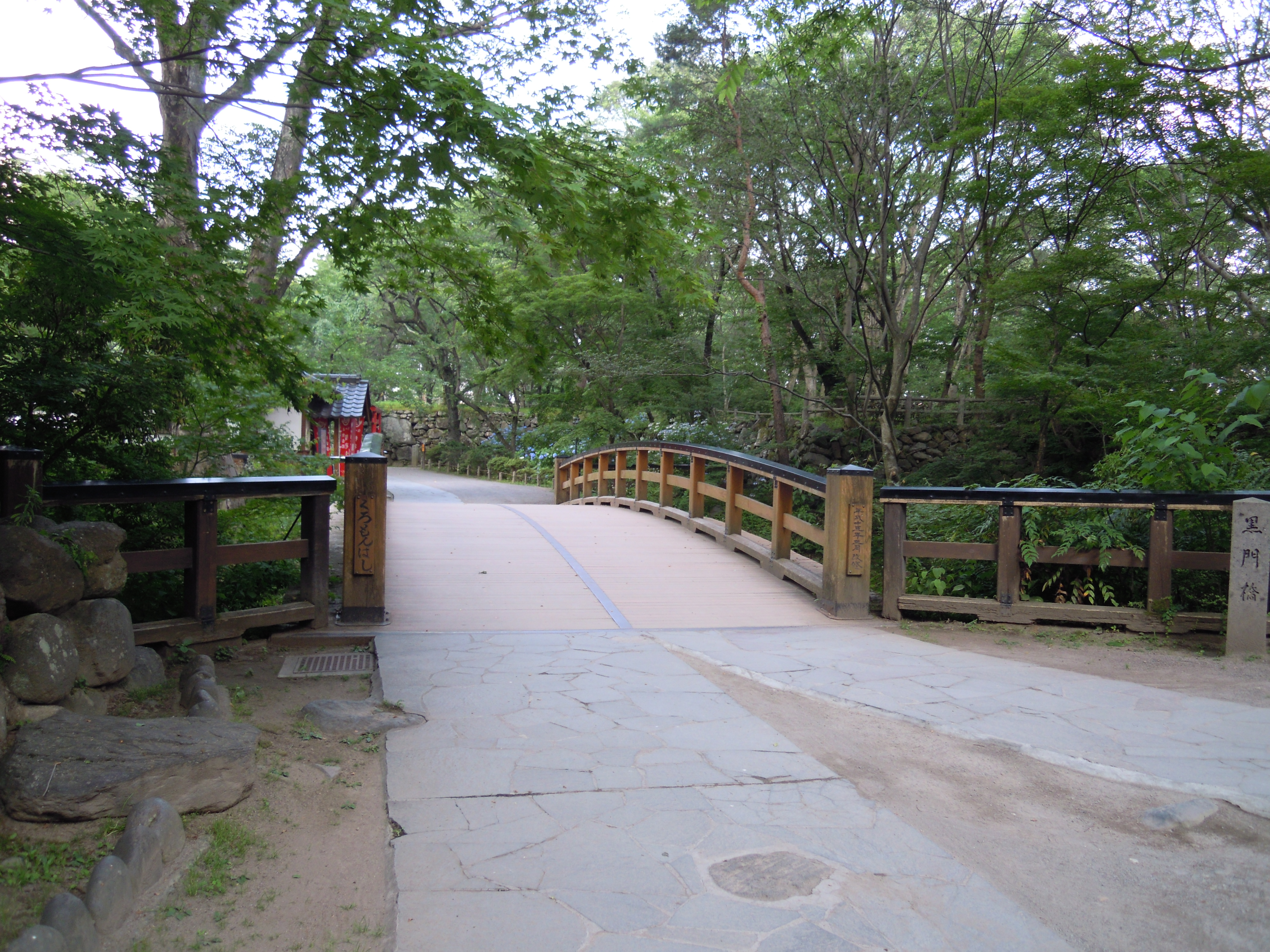
黑门桥（黒門橋）

小諸城（こもろじょう）是位於日本長野縣小諸市（之前為信濃國佐久郡）的一座城堡。江戶時代是小諸藩的藩廳。別名為酔月城、穴城、白鶴城、鍋蓋城。

## 概要
目前認為是長享元年（1487年）時由大井光忠築城。在戰國時代是武田信玄經營東信州時的領地。據說現在殘存的城跡是信玄的軍師山本勘助的領地，但沒有史料可以證實。
從安土桃山時代到了江戸時代，城郭修改為近代的石牆建築。現今所看到的結構由仙石秀久修改，三重天守塔也是建於此時期。天守方面選用桐紋鍍金瓦搭建，但於寛永3年（1626年）被閃電擊中燒毀。
城郭在比城鎮還低的低地建築，從城鎮還可俯望城內、因此有穴城或鍋蓋城的別稱。此外，利用浅間山的田切地形的深谷作空壕，西側的千曲川斷崖作天然的防禦。

## 歷史・沿革
天文23年（1554年）時竣工。據傳當時城主由武田信豐擔任，但歷史學者認為並無明確史料支持此說法。武田勝賴時期由御一門衆的下曾根淨喜擔任城代的職務，天正10年（1582年）3月，織田、德川聯合軍侵攻甲斐時，淨喜把逃往小諸城的信豊的首級獻給了織田信長，但淨喜也被信長以對舊主不忠給誅殺了。
武田家滅亡後歸屬瀧川一益，再由北條家統治，最後由德川家奪取。之後小田原征伐功勞而得5萬石的大名仙石秀久在天正18年（1590年）時入城。秀久在關原之戰參與東軍，之後的元和8年（1622年）2代的仙石忠政轉封至上田城為居城。
江戸時代小諸藩的藩廳設立，之後由松平氏、青山氏、酒井氏等封於此、元禄15年（1702年）在牧野康重之後不再移封，直到牧野氏10代牧野康濟時迎來了明治時代。
2006年（平成18年）4月6日、日本100名城（28名）被選定。

## 外部連結
- 小諸城址懷古園官方網站 （页面存档备份，存于）
- 小諸城址・懐古園 - こもろ観光局 （页面存档备份，存于）